# Luguelín Santos
Luguelín Santos (Monte Plata, 12 november 1992) is een Dominicaans atleet die gespecialiseerd is in de 400 m. Hij vertegenwoordigde zijn vaderland driemaal op de Olympische Spelen en veroverde bij die gelegenheden twee zilveren medailles.

## Loopbaan
Santos won de gouden medaille op de 400 m op de Olympische Jeugdzomerspelen 2010 in Singapore. Op de Pan-Amerikaanse Spelen 2011 in Guadalajara veroverde hij op deze afstand de zilveren medaille, waarna hij op de 4 x 400 m estafette samen met Arismendy Peguero, Yoel Tapia en Gustavo Cuesta beslag legde op een tweede zilveren plak.
Een jaar later veroverde de Dominicaan tijdens de wereldkampioenschappen voor junioren in Barcelona op de 400 m de titel. Vervolgens sleepte Santos tijdens de Spelen in Londen de zilveren medaille in de wacht op de 400 m. Een herhaling van Guadalajara werd het echter niet, want op de 4 x 400 m werd hij samen met Gustavo Cuesta, Félix Sánchez en Joel Mejia gediskwalificeerd in de series.
In 2013 werd Santos derde bij de wereldkampioenschappen van Moskou achter LaShawn Merritt en Tony McQuay in 44,52 s. Op de 4 x 400 m estafette was hij minder succesvol: het Dominicaanse team bereikte de finale niet.
Op de Olympische Spelen van 2016 in Rio de Janeiro sneuvelde hij in de halve finale met een tijd van 44,71. Op de 4x400 meter eindigden Yon Sorian, Luguelín Santos, Luis Charles en Gustavo Cuesta 5e in hun reeks. Hiermee kon het Dominicaanse viertal zich niet kwalificeren voor de finale.

## Titels
- Wereldkampioen junioren U20 400 m - 2012

## Persoonlijke records
Outdoor
| Afstand | Tijd       | Datum            | Plaats     |
| ------- | ---------- | ---------------- | ---------- |
| 200 m   | 20,55 (NR) | 7 juli 2013      | Morelia    |
| 300 m   | 32,56      | 28 juli 2012     | Uppsala    |
| 400 m   | 44,11 (NR) | 26 augustus 2015 | Peking     |
| 600 m   | 1.15,15    | 7 maart 2015     | San Germán |
| 800 m   | 1.49,18    | 22 maart 2014    | Carolina   |

Indoor
| Afstand | Tijd    | Datum           | Plaats    |
| ------- | ------- | --------------- | --------- |
| 300 m   | 33,26   | 9 februari 2014 | Gent      |
| 400 m   | 45,89   | 6 februari 2014 | Stockholm |
| 600 m   | 1.16,90 | 25 januari 2014 | Montreal  |

## Palmares

### 200 m
- 2013: 4e Centraal-Amerikaanse en Caraïbische kamp. - 20,55 s (NR)
- 2013: 7e in series WK - 21,13 s

### 400 m
- 2009: 5e in series Pan-Amerikaanse jeugd kamp. - 47,88 s
- 2010:  Centraal-Amerikaanse en Caribische jeugdkamp. - 46,94 s
- 2010: 6e WJK - 46,90 s
- 2010:  Olympische Jeugdspelen - 47,11 s
- 2011: 8e in series Centraal-Amerikaanse en Caribische jeugdkamp. - 47,04 s
- 2011:  Pan-Amerikaanse Spelen - 44,71 s
- 2012: 4e in ½ fin. WK indoor - 46,83 s
- 2012:  WK U20 - 44,85 s
- 2012:  OS - 44,46 s
- 2013:  WK - 44,52 s
- 2014: 4e in ½ fin. WK indoor - 46,37 s
- 2014:  Pan American Sports Festival - 45,06 s
- 2014: 5e IAAF Continental Cup - 45,34 s
- 2015:  Universiade - 44,91 s
- 2015: 4e WK - 44,11 s (NR)
- 2016:  Ibero Amerikaanse kamp. - 45,58 s
- 2016: 4e in ½ fin. OS - 44,71 s

### 4 x 100 m
- 2012: DQ OS

### 4 x 400 m
- 2009: 6e series Pan-Amerikaanse jeugd kamp. - 3.13,18
- 2010:  Centraal-Amerikaanse en Caribische jeugdkamp. - 3.10,55
- 2011:  Pan-Amerikaanse Spelen - 3.00,44 (NR)
- 2012:  Ibero-Amerikaanse Spelen - 3.03,02
- 2012: DSQ in series OS
- 2013:  Centraal-Amerikaanse en Caribische kamp. - 3.02,82
- 2014: 4e Centraal-Amerikaanse en Caribische Spelen - 3.02,86
- 2014: 11e IAAF World Relays - 3.04,41
- 2015: 4e NACAC kamp. - 3.01,73
- 2015: 23e in series IAAF World Relays - 3.12,55
- 2015:  Universiade - 3.05,55
- 2015: 5e in series WK - 3.03,61
- 2016: 5e in serie OS - 3.01,76

### 4 x 400 m gemengd
- 2021:  OS - 3.10,21 (NR)[1]